# Ploubezre
Ploubezre (en bretó Ploubêr) és un municipi francès, situat a la regió de Bretanya, al departament de Costes del Nord. L'any 2006 tenia 2.922 habitants. El consell municipal ha aprovat la carta Ya d'ar brezhoneg.

## Demografia
| 1962                                       | 1968  | 1975  | 1982  | 1990  | 1999  |
| ------------------------------------------ | ----- | ----- | ----- | ----- | ----- |
| 2.052                                      | 1.934 | 2.196 | 2.652 | 2.709 | 2.624 |
| Des de 1962: població sense dobles comptes |       |       |       |       |       |

## Llengua bretona
Al començament del curs 2007, el 7,8% dels alumnes del municipis eren inscrits a la primària bilingüe.

## Administració
| Període   | Identitat        | Partit |
| --------- | ---------------- | ------ |
| 1965-1989 | Claude Queffelou |        |
| 1989-1992 | André Paugam     | PS     |
| 1992-     | Jean-Yves Menou  | PS     |